# Savelletri
Savelletri è una frazione del comune di Fasano, in provincia di Brindisi, a circa 7 km dal capoluogo comunale ed a 59,7 km dal capoluogo della provincia. È una località marina, con scogliere e sabbia, luogo di villeggiatura e di vacanza popolato anche in inverno. In estate, come nella vicina località di Torre Canne, ogni domenica viene allestito il mercato settimanale.
La frazione di Savelletri è conosciuta principalmente per il caratteristico porticciolo peschereccio con circa 300 posti barca e per la peculiarità della sua costa verso nord, caratterizzata dalla presenza di antiche costruzioni sulla scogliera, in prossimità del mare, denominate "Case Bianche", nonché per il parco archeologico di Egnazia.

## Storia
Fino al 1927, insieme alle circostanti contrade Coccaro, Pettolecchia ed Egnazia, era parte del territorio comunale di Monopoli.
Passate al Comune di Fasano per iniziativa del presidente del consiglio del governo fascista Mussolini che dopo aver sciolto i consigli comunali nel 1926 istituì la nuova provincia di Brindisi, senza alcun fondamento storico.
Cosicché i comuni di Fasano e Cisternino passarono dalla Terra di Bari alla provincia di Brindisi.

## Società

### Istituzioni, enti e associazioni
È sede di Delegazione di Spiaggia della Capitaneria di Porto di Brindisi, con uffici ubicati sulla Strada Statale Appia Savelletri - Torre Canne, nelle immediate vicinanze dell'abitato.

### Tradizioni e folclore
Il santo patrono di Savelletri è Francesco da Paola. Viene festeggiato ogni anno la seconda domenica del mese di agosto con la tradizionale processione in mare e la Sagra del pesce spada.

## Cultura

### Scuole
Vi si trova una scuola elementare.

## Sport
Nel 2015 è nata l’ASD Savelletri, squadra di calcio che ha militato in Prima e Seconda Categoria. La squadra è stata composta soprattutto da ragazzi di Savelletri e ha giocato le sue partite casalinghe presso il Campo Sportivo di Montalbano. I colori sociali sono stati il bianco e il celeste. La società ha cessato le attività nel 2019.

## Infrastrutture e trasporti
L'aeroporto di Bari si trova a 75 km, mentre quello di Brindisi a 50 km. In auto, la frazione è raggiungibile da Bari, Brindisi e Lecce con la Strada statale 379, uscita Fasano-Savelletri. La stazione ferroviaria più vicina è quella di Fasano.
La frazione marina, inoltre, nel solo periodo estivo, viene dotata, all'interno del porto, di un pontile di circa 50 metri per l'attracco di natanti da diporto, dato in concessione alla Lega Navale Italiana.

## Galleria d'immagini

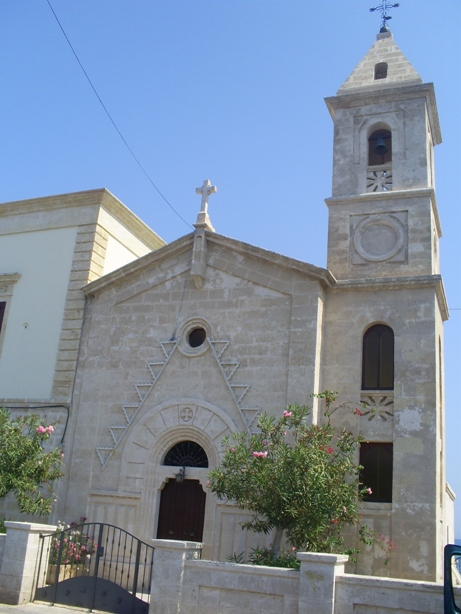
Chiesetta di San Francesco da Paola
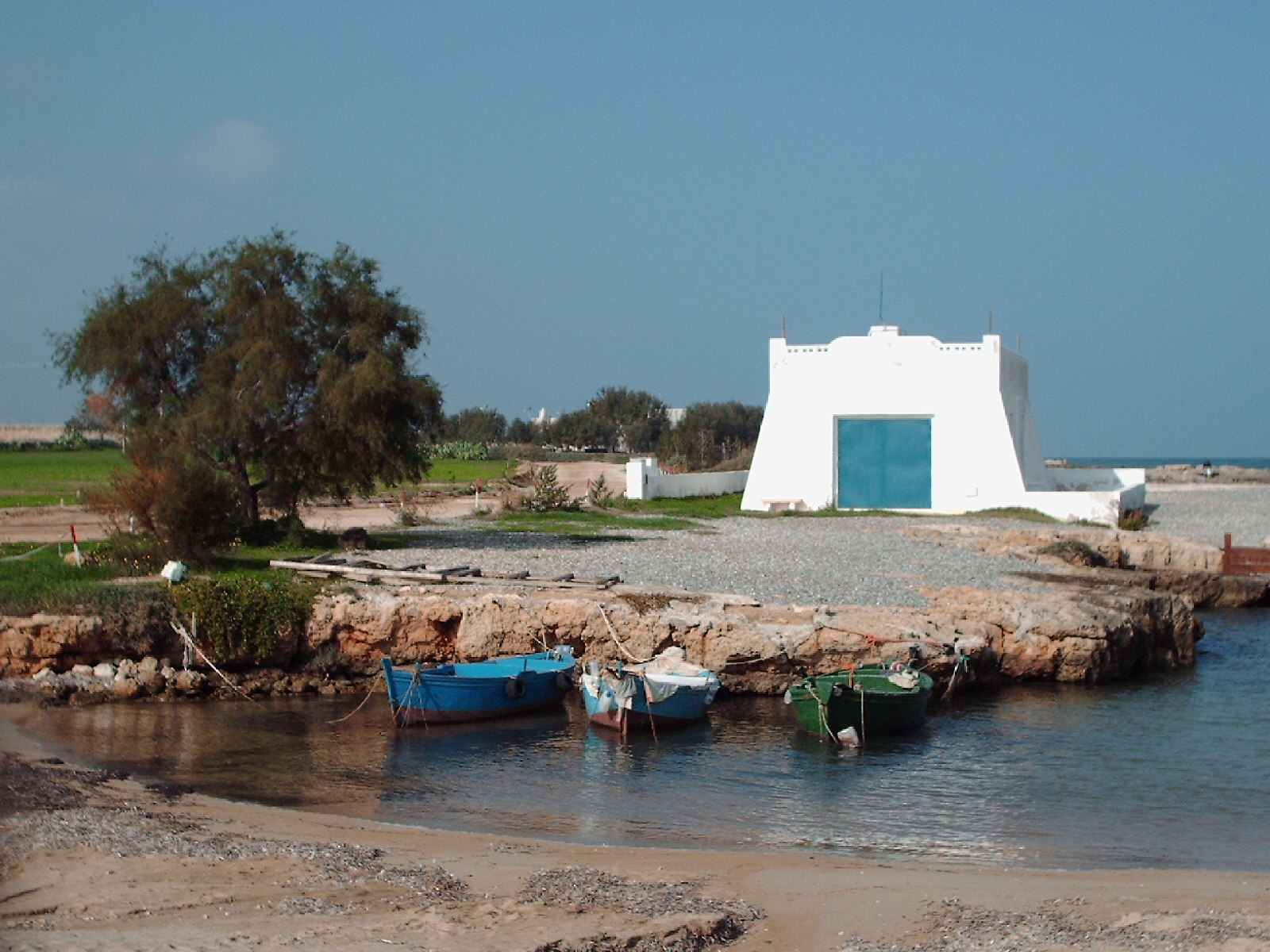
Case Bianche-Particolare della costa di Savelletri di Fasano
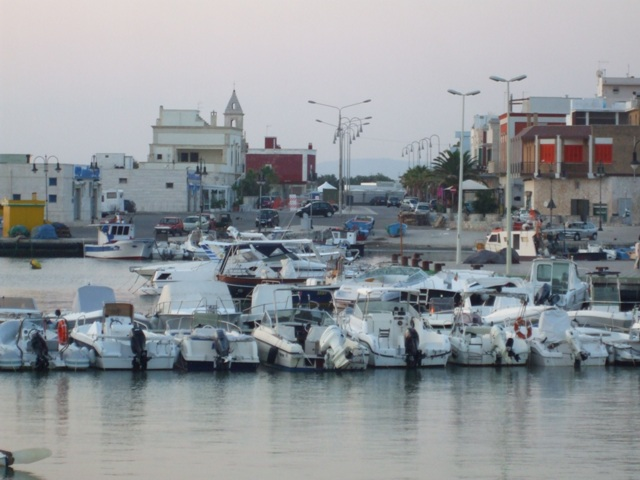
Porto di Savelletri
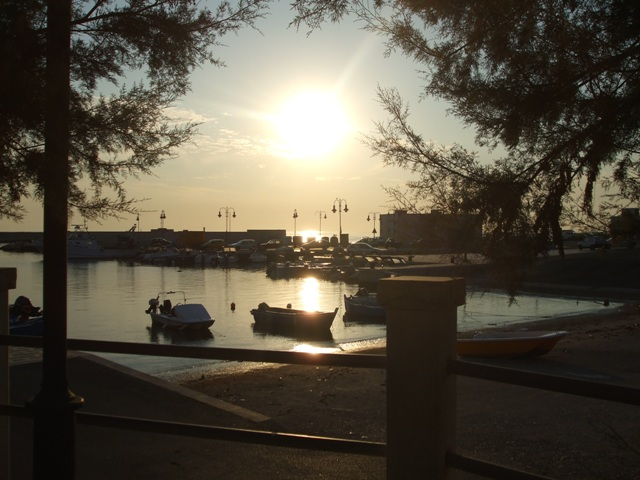
Porto di Savelletri
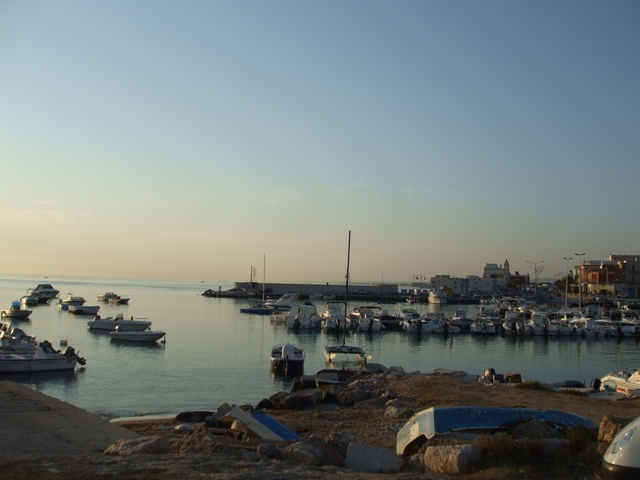
Porto di Savelletri